# Boulogne-sur-Mer

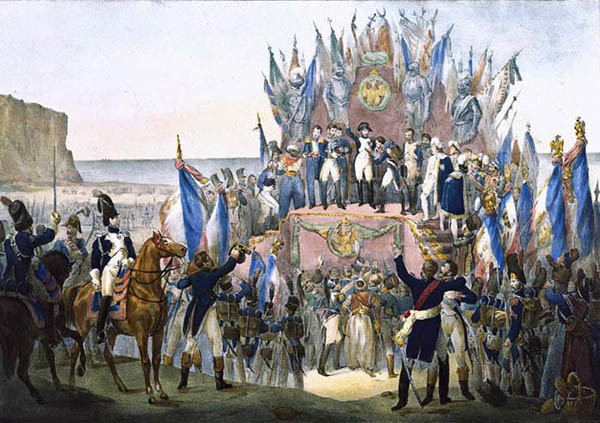
Napoleon in Boulogne

Boulogne-sur-Mer (Nederlands, verouderd: Bonen of Beunen) is een stad in het Franse departement Pas-de-Calais, in regio Hauts-de-France. Boulogne ligt op de Opaalkust aan het Nauw van Calais, met zicht op de Engelse kust. De stad ligt aan de monding van de Liane. De gemeente telde 41.039 inwoners op 1 januari 2022.
Boulogne is de grootste vissershaven van Frankrijk. Eeuwenlang was het een van de voornaamste havens voor passagierstransport naar Groot-Brittannië, maar de komst van de Kanaaltunnel heeft daar een einde aan gemaakt. De laatste veerdiensten naar Dover zijn in 2010 stopgezet.

## Geschiedenis

### Romeinen
Onder de Romeinen was Boulogne-sur-Mer een belangrijke vlootbasis. Aan het begin van de tweede eeuw werd een castrum gebouwd op een heuvel die uitkeek op het estuarium van de Liane en de haven. In deze haven lag tot 296 de vloot Classis Britannica, onder het gezag van de dux secundae Belgica. Vanuit de stad vertrok een heerweg naar Keulen, die onder andere over Maastricht en Heerlen liep: de Via Gesoriacum ad Colonia Agrippa, tegenwoordig uit toeristische overwegingen de Via Belgica genoemd. In de vierde eeuw kreeg de bovenstad, het vroegere castrum, een nieuwe stadsmuur.

### Middeleeuwen en vroegmoderne tijd
De tweedeling tussen een lage en hoge stad bleef behouden tijdens de middeleeuwen. De lage stad lag rond de kerk Saint-Nicolas uit de twaalfde eeuw. De bovenstad bleef verdedigd door de Romeinse stadsmuur, tot die in de 13e eeuw vernieuwd werd. Vanaf de twaalfde eeuw werd de kerk Notre-Dame een belangrijke bedevaartsoord. De komst van bedevaarders en de haringvangst zorgden voor economische welvaart. In 1203 verleende graaf Reinoud van Dammartin aan de stad een eerste charter met privilegies.
Vanaf de negende eeuw was het de hoofdstad van het graafschap Boulogne. Een van de graven, Eustaas II van Boulogne, was de vader van Godfried van Bouillon, die waarschijnlijk in Boulogne geboren is. Het graafschap was aanvankelijk leenplichtig aan het graafschap Vlaanderen, maar werd in 1212 door koning Filips II Augustus bij het Franse kroondomein ingelijfd na de nederlaag van de graven Ida van Boulogne en Reinoud van Dammartin na de Slag bij Bouvines. Het graafschap werd later als apanage opnieuw zelfstandig maar kwam in 1477 definitief aan de Franse kroon, toen Bertrand VI de la Tour van het huis La Tour d'Auvergne Boulogne ruilde tegen Lauragais, een gebied ten zuidoosten van Toulouse, met koning Lodewijk XI van Frankrijk. Boulonnais werd voortaan bestuurd als een deel van Picardië. In september 1544 viel Boulogne weer aan de Engelsen tijdens de Italiaanse Oorlog, tot het in april 1550 werd teruggegeven krachtens het Verdrag van Outreau. Na de Vrede van de Pyreneeën verloor de stad haar militair belang en in 1689 werden de meeste versterkingen rond de stad ontmanteld.
Tussen 1567 en 1801 stond in Boulogne de bisschopszetel van het gelijknamige rooms-katholieke bisdom Boulogne. Dankzij haar haven ging het de stad voor de wind. Boulogne had een grote vissershaven en ook de handel met Groot-Brittannië was belangrijk.  

### Moderne tijd
Vanaf 1800 werd de stad ook de onderprefectuur van een arrondissement en de daarbij horende rechtbanken en administratie gaf een bijkomende impuls aan de stad. In 1805 verzamelde de Grande Armée van Napoleon zich in Boulogne-sur-Mer voor een invasie van het Verenigd Koninkrijk. Deze invasie ging echter nooit door vanwege problemen elders in Europa en het maritieme overwicht van de Royal Navy. 
Al in de 18e eeuw werd de benedenstad belangrijker dan de bovenstad, die opgesloten bleef binnen haar stadsmuren. In de 19e eeuw kende de stad een sterke groei; de bevolking vervijfvoudigde. Na 1815 bloeide de haven opnieuw. Er kwam industrie, er werd een treinstation geopend (1848) en ook het toerisme ontwikkelde zich. In de tweede helft van de 19e eeuw wijzigde het stadsbeeld sterk. De lage en de bovenstad werden met elkaar verbonden. Ook in de 20e eeuw onderging de stad grote veranderingen. Tijdens de Eerste Wereldoorlog lag de stad veilig achter het front. Maar Boulogne was een belangrijke doorvoerhaven en de stad telde ook veel hospitalen voor gewonde militairen. Tijdens de Tweede Wereldoorlog werden de haven, de zeedijk en de buurten eromheen vernield. Na de oorlog werd de Liane gekanaliseerd, voormalige industriezones en een deel van de haven ondergingen een herstructurering en de stad breidde uit met hoogbouw in nieuwe buitenwijken.

### Naam

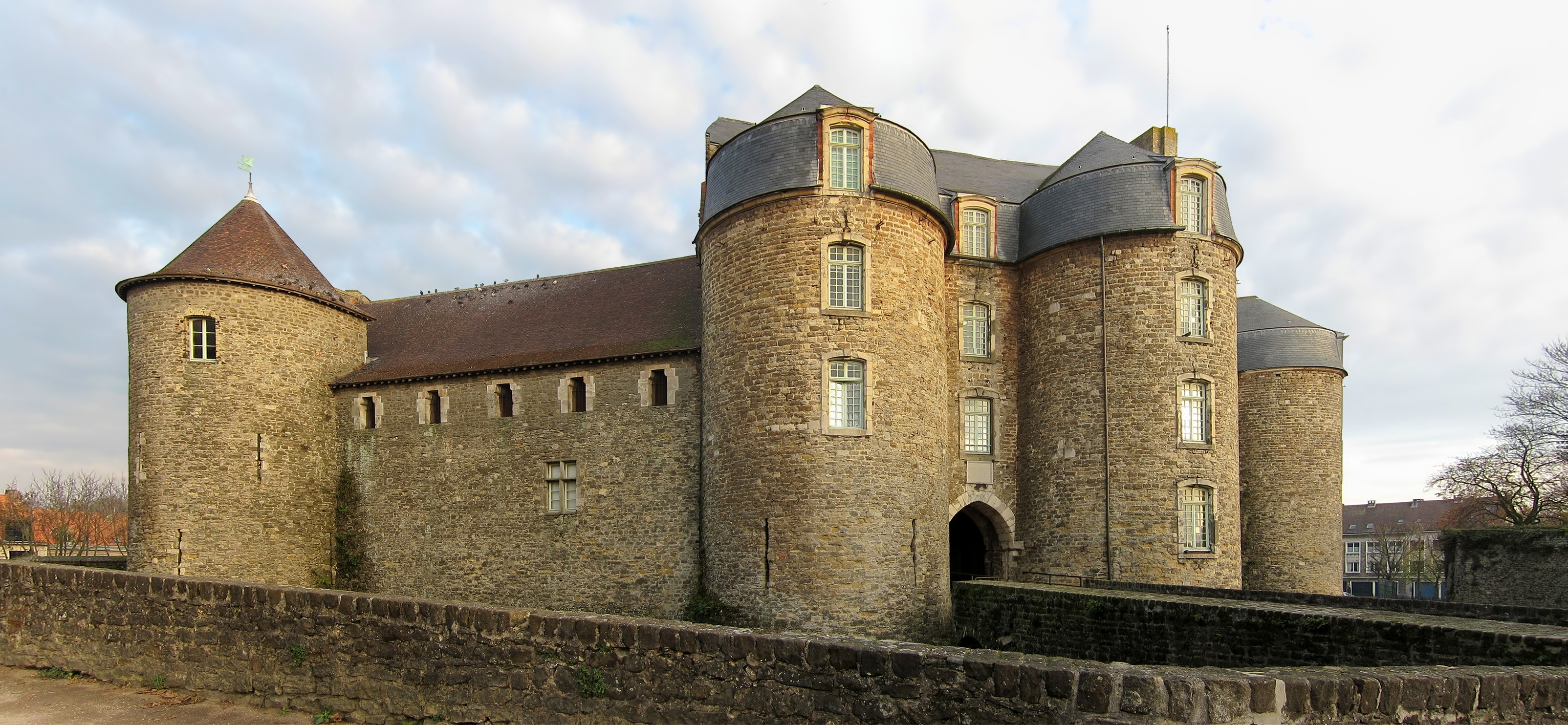
Het kasteel

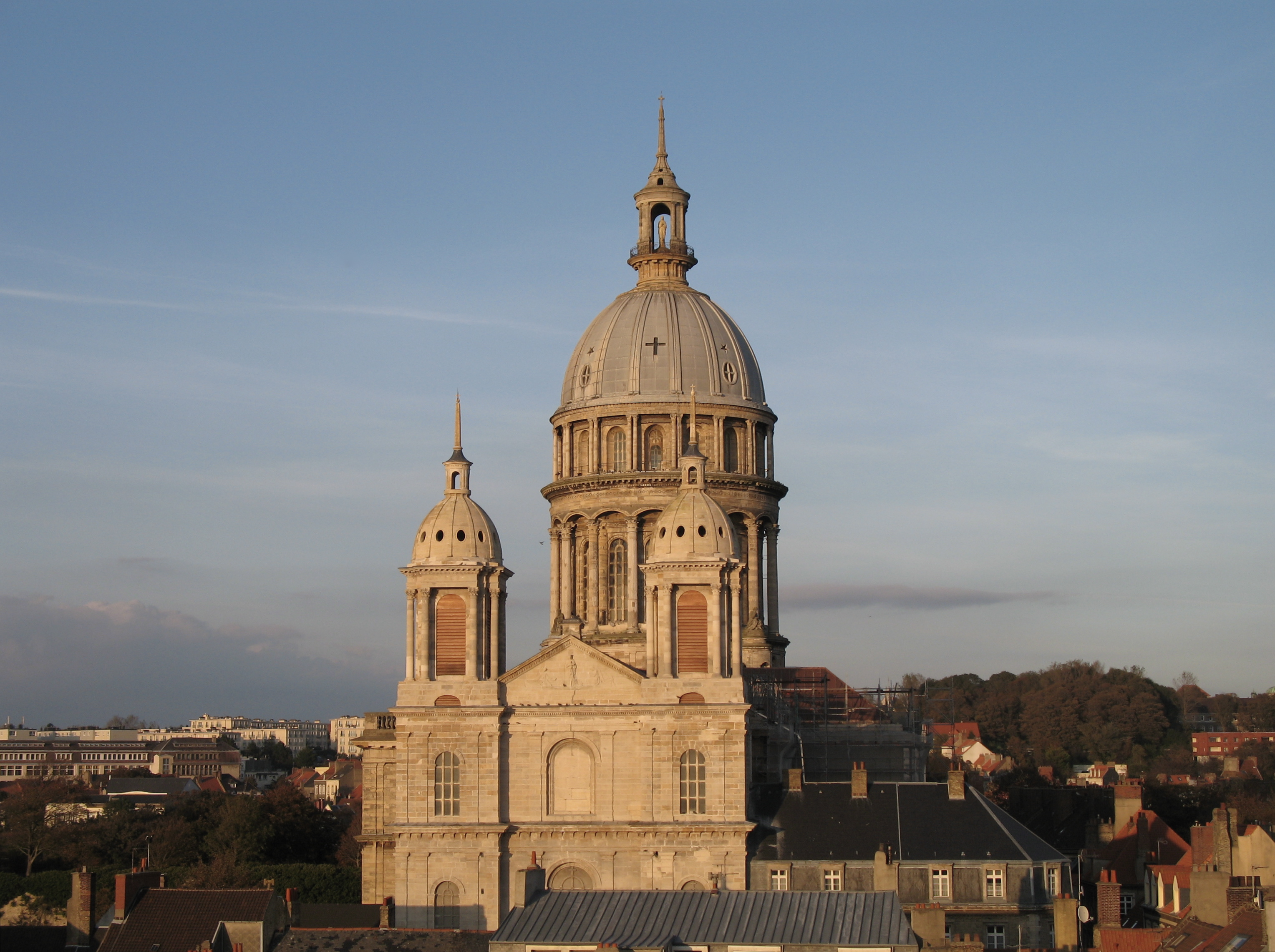
De Onze-Lieve-Vrouwebasiliek

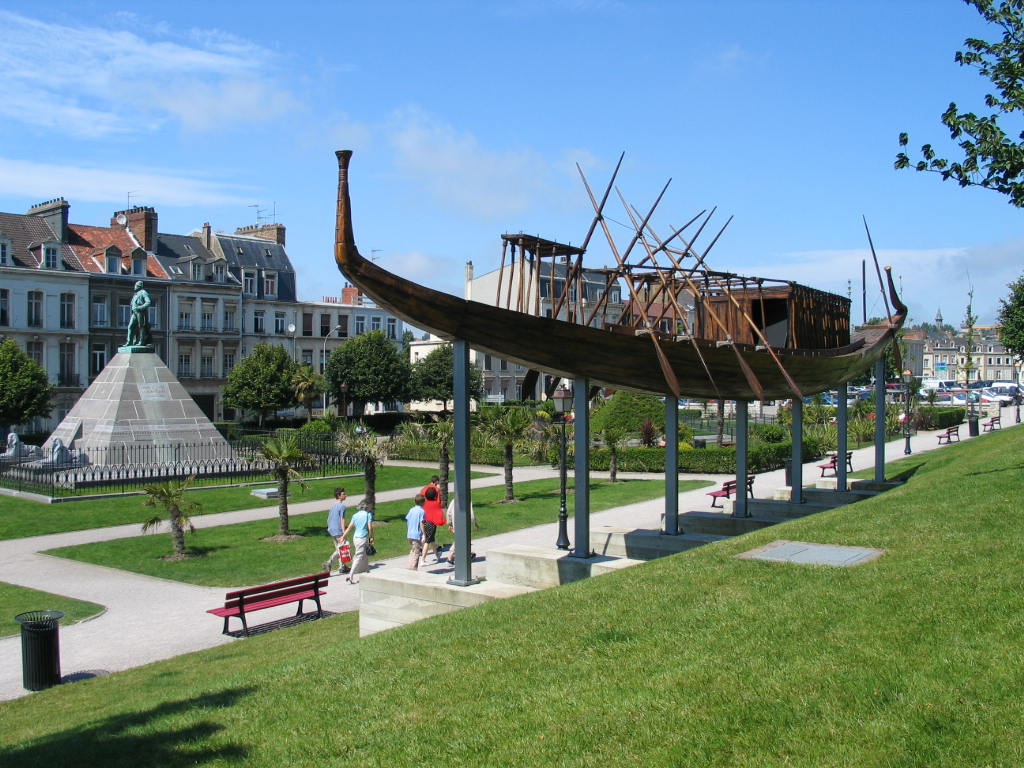
Links op de piramidevormige sokkel: het standbeeld in Boulogne-sur-Mer van Auguste Mariette, een egyptoloog; rechts een replica van de schuit van Cleopatra

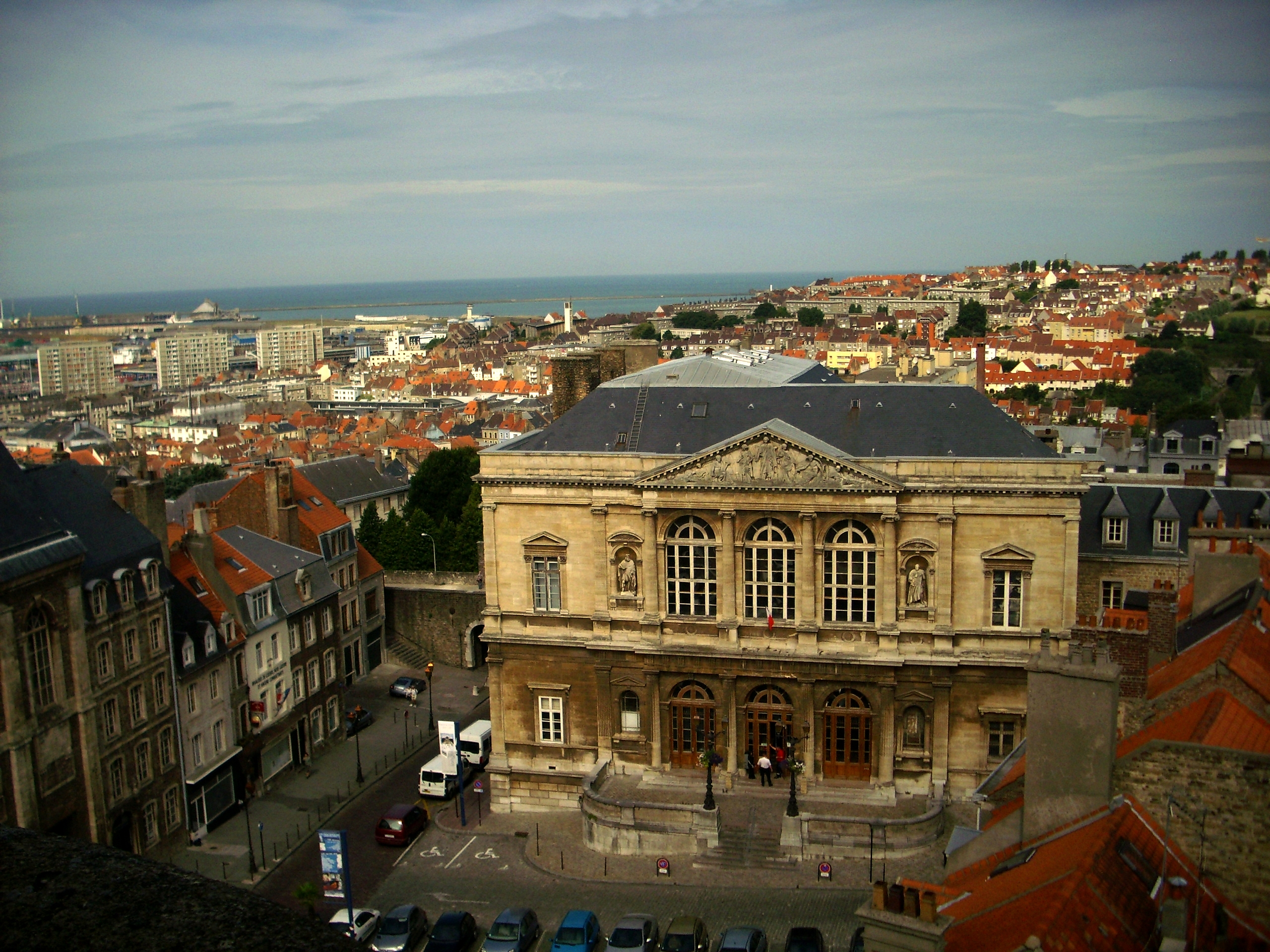
Paleis van Justitie vanaf de toren van het Belfort

In de eerste eeuw van onze tijdrekening noemden de Romeinen de stad Gesoriacum. Vanaf de derde eeuw werd die naam gewijzigd in Bononia (dezelfde Latijnse naam als die van het Italiaanse Bologna). Daar is ook de oude Nederlandse naam Bonen of Beunen van afgeleid. Aanvankelijk werd er een Nederfrankische streektaal gesproken, maar die werd in de 14e eeuw door het Frans (Langues d'oïl) verdrongen.
Het bijvoegsel sur Mer ("aan Zee") is aan de naam toegevoegd om een onderscheid te maken met gelijknamige plaatsen, in de eerste plaats de grote Parijse voorstad Boulogne-sur-Seine (thans opgegaan in Boulogne-Billancourt), een plaats die trouwens haar naam ontleent aan de havenstad Boulogne.
Onder de Franse Revolutie heette de stad korte tijd Port-de-l'Union.
De inwoners heten Boulonnais. Ook de streek rond Boulogne wordt Boulonnais (of het Bonense) genoemd.

### Esperanto
In Boulogne vond het eerste Esperanto-wereldcongres plaats van 7 tot 12 augustus 1905 in het bijzijn en met een grote rol van de ontwerper van de taal, Ludovich Zamenhof. Hierbij werd Esperanto voor het eerst door veel mensen tegelijk gebruikt en ook werd de Verklaring van Boulogne gepresenteerd. De vlag van de afdeling Boulogne met de groene ster werd overgenomen als vlag voor de wereldbeweging. In maart 2005 vond er een grote herdenkingsbijeenkomst plaats.

## Stadsbeeld

### Monumenten en bezienswaardigheden
- Het Belfort van Boulogne-sur-Mer
- De versterkte Bovenstad
- De Porte des Dunes
- Het Kasteel van Boulogne-sur-Mer
- Het kasteel-museum
- Het Palais impérial
- Het Paleis van Justitie
- Restanten van de Abdij van Sint-Wilmer
- De Colonne de la Grande Armée in de gemeente Wimille
- Het Monument voor het Légion d'Honneur, te Wimereux
- Zeecentrum Nausicaá : aquariums, tentoonstellingen over de zeefauna en over de aquacultuur.

### Kerken
- De Onze-Lieve-Vrouwebasiliek (Basilique Notre-Dame-de-l'Immaculée-Conception), Parvis Notre-Dame (voormalige kathedraal) ;
- De Sint-Franciscus van Saleskerk (Église Saint-François-de-Sales) aan de Rue de Bréquerecque
- De Sint-Lodewijkskerk (Église Saint-Louis), aan de Rue Félix-Adam
- De Sint-Michaëlskerk (Église Saint-Michel), aan het Place Saint-Michel
- De Sint-Niklaaskerk (Église Saint-Nicolas), aan het Place Dalton
- De Sint-Patriciuskerk (Église Saint-Patrick), aan de Rue du Chemin-Vert
- De Sint-Pieterskerk (Église Saint-Pierre), aan de Rue du Camp-de-Droite
- De Sint-Vincentius a Paulokerk (Église Saint-Vincent-de-Paul), aan het Place d'Estienne-d'Orves
- De Sint-Jan de Doperkerk (Église Saint-Jean-Baptiste), aan de Rue Gustave Flaubert ;
- De Heilig Bloedkapel (Chapelle du Saint-Sang of Chapelle Notre-Dame du Saint-Sang, aan de Avenue John-Kennedy
- De Redemptoristenkapel (Chapelle des Rédemptoristes), aan de Rue Faidherbe
- De Zeeliedenkapel (Chapelle et calvaire des marins), aan de Rue de la Tour d'Odre
- De Protestantse kerk van Boulogne-sur-Mer (Temple protestant)

### Evenementen
- Urbain Street Art, jaarlijks festival.

### Stadswijken

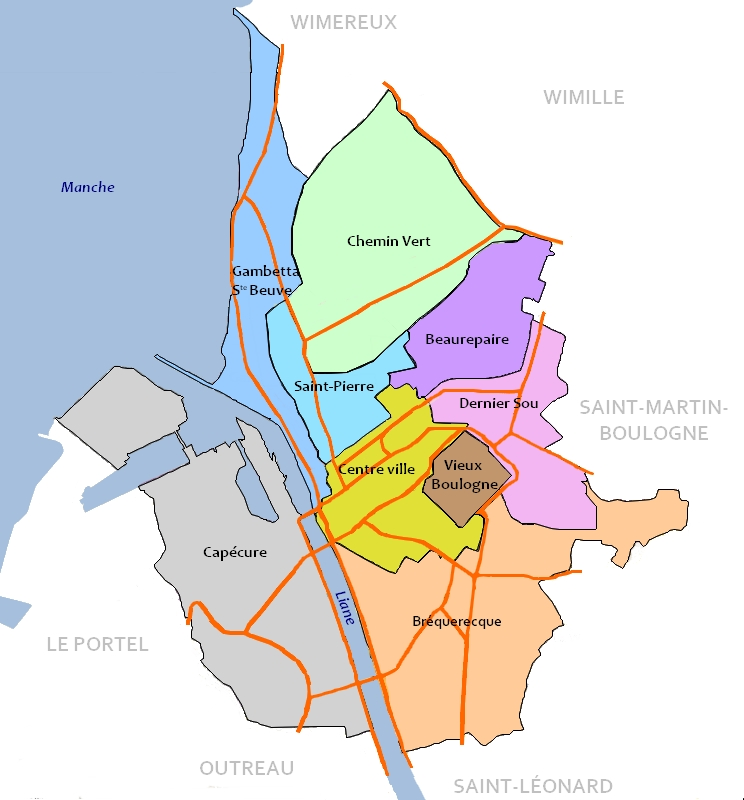
Stadswijken van Boulogne-sur-Mer

Boulogne-sur-Mer kent de volgende stadswijken:
- Centre Ville is het levendige historisch stadscentrum met tal van historische gebouwen, middenstand en gemeenschappelijke voorzieningen.
- Vieille Ville of Bovenstad is het versterkte stadsdeel dat eveneens veel historische bouwwerken telt.
- Gambetta-Sainte-Beuve is het noordwestelijke stadsdeel dat zich langs de kust uitstrekt.
- Capécure is het stadsdeel ten westen van de Liane, met havens en bedrijvigheid, waaronder een aantal grote visverwerkende bedrijven. Ook is er een gedeelte waar woonhuizen en een sportstadion zijn.
- Le Dernier Sou ligt in het oosten van de stad. Men vindt hier onder andere veel onderwijsinstellingen. Ook is er middenstand en horeca.
- Le Chemin Vert is een naoorlogse wijk in het noorden, waar na 1950 veel mensen werden gevestigd waarvan de woning tijdens de Tweede Wereldoorlog vernield werd.
- Saint-Pierre is gelegen bovenop een klif. Hier woonden vanouds de zeelieden en vissers, maar na de Tweede Wereldoorlog werd de wijk gereconstrueerd.
- Beaurepaire is een woonwijk ten noorden van het stadscentrum.
- Bréquerecque is een zuidelijke wijk, met woningen, middenstand, het spoorwegstation en het hospitaal.

## Sport
US Boulogne is de succesvolste voetbalclub van Boulogne-sur-Mer. Deze club kwam in het seizoen 2009/2010 eenmalig uit in Ligue 1.
Boulogne-sur-Mer was vijf keer etappeplaats in wielerkoers Ronde van Frankrijk. Dit was voor het laatst het geval in 2025, waarbij de Nederlander Mathieu van der Poel er de rit won.

## Geografie
De oppervlakte van Boulogne-sur-Mer bedraagt 8,42 vierkante kilometer; Op 1 januari 2022 was de bevolkingsdichtheid 4.874 inwoners per km².
Boulogne-sur-Mer ligt aan Het Kanaal, en wel aan de Opaalkust. Het ligt aan de monding van de Liane, die echter nu aan deze monding gekanaliseerd is en van een sluis voorzien. Hoewel Boulogne-sur-Mer betrekkelijk vlak is, wordt het omringd door lage heuvels: de hoogte varieert in de gemeente van 0 tot 110 meter, maar de Mont Lambert, in de naburige gemeente Saint-Martin-Boulogne, is 189 meter hoog.
Onmiddellijk ten zuiden van Boulogne-sur-Mer, in de gemeente Le Portel, komt de klifkust tot een voorlopig einde. Nabijgelegen kernen zijn Wimereux, Wimille, Saint-Martin-Boulogne, Saint-Léonard, Outreau en Le Portel.
De onderstaande kaart toont de ligging van Boulogne-sur-Mer met de belangrijkste infrastructuur en aangrenzende gemeenten.

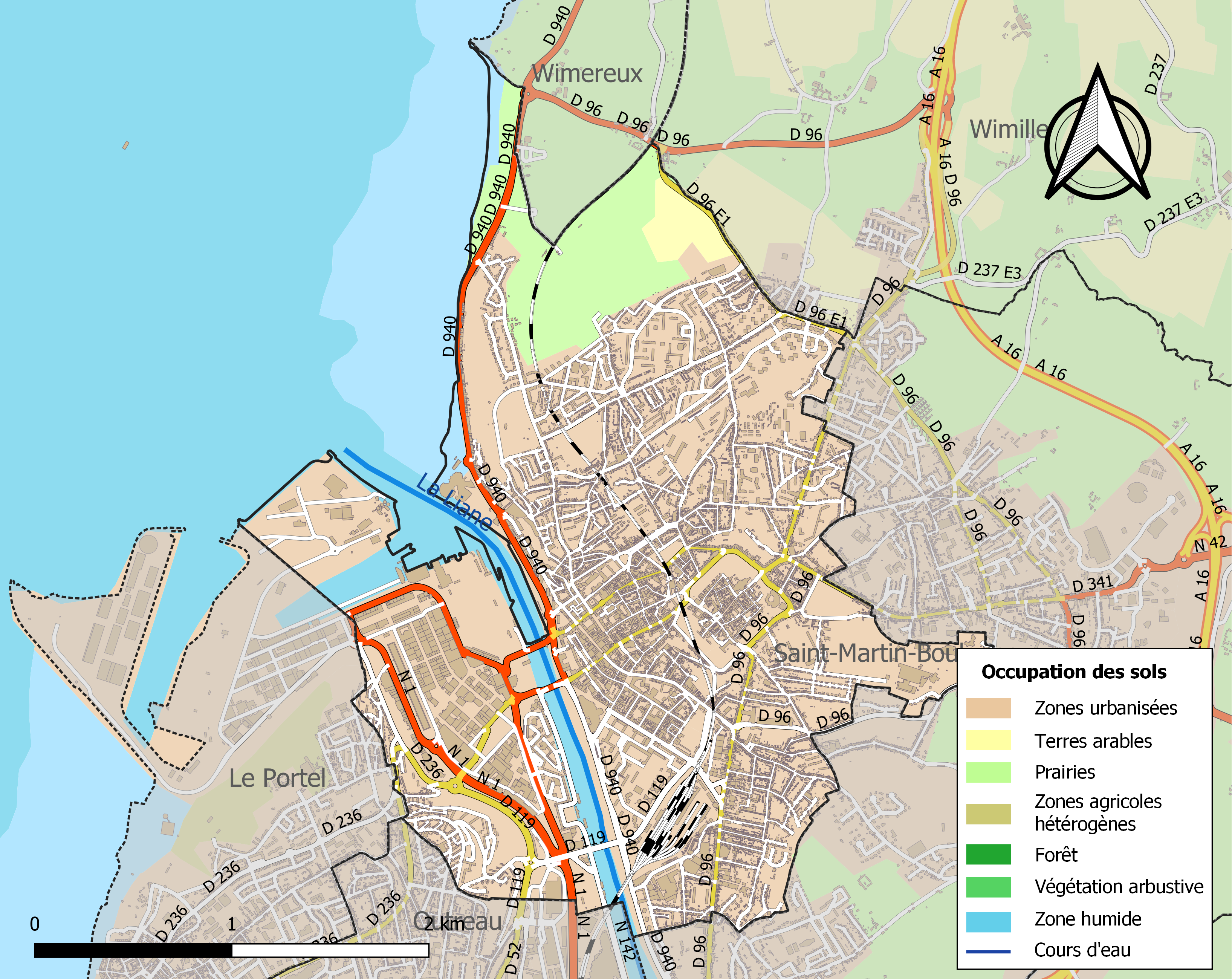

## Verkeer en vervoer
In de gemeente liggen de spoorwegstations Boulogne-Ville en Boulogne-Tintelleries.
Ten oosten loopt rond Boulogne de autosnelweg A16/E402. De snelweg loopt net niet over het grondgebied van de gemeente, maar heeft wel enkele op- en afritten ter hoogte van de stad.

## Demografie
In 1900 telde de gemeente ongeveer 50.000 inwoners.
Onderstaande figuur toont het verloop van het inwonertal.

## Geboren in Boulogne-sur-Mer
- Godfried van Boulogne (11e eeuw), bisschop van Parijs en aartskanselier van Frankrijk, oom van Godfried van Bouillon
- Godfried van Bouillon (1061-1100), hertog van Neder-Lotharingen
- Pierre Danou (1761-1840), historicus en politicus
- Charles Augustin Sainte-Beuve (1804-1869), schrijver en literatuurcriticus
- Guillaume Duchenne (1806-1875), uitvinder van de elektrotherapie
- Auguste Mariette (1821-1881), egyptoloog
- Alexandre Guilmant (1837-1911), organist-componist
- Ernest Hamy (1842-1908), antropoloog
- Jules Leleu (1883-1961), meubelmaker en -ontwerper (art deco)
- Valentine Hugo (1887-1986), kunstschilder
- Georges Mathieu (1921-2012), schilder
- Jean-Pierre Papin (1963), voetballer en voetbalcoach
- Stéphane Lannoy (1969), voetbalscheidsrechter
- Philippe Brunel (1973), voetballer
- Franck Ribéry (1983), voetballer